# Loxosceles hirsuta
Loxosceles hirsuta är en spindelart som beskrevs av Cândido Firmino de Mello-Leitão 1931. 
Loxosceles hirsuta ingår i släktet Loxosceles och familjen Sicariidae. Inga underarter finns listade i Catalogue of Life.